# Chaudhuria fusipinnis
Chaudhuria fusipinnis is een straalvinnige vissensoort uit de familie van de stekelalen (Chaudhuriidae). De wetenschappelijke naam van de soort is voor het eerst geldig gepubliceerd in 2000 door Kottelat & Britz.